# Нова Гориця
Нова Гориця (словен. Nova Gorica) — місто в західній частині Словенії, на кордоні з Італією, центр територіальної громади (словен. mestne občine Nova Gorica) Нова Гориця, Регіон Горишка, Словенія. Це десяте за величиною місто в Словенії. Розташоване на річці Соча, за 65 км на захід від Любляни та за 35 км на північ від Трієста.
Нова Гориця — це нове місто, побудоване після 1948 року, коли Паризький мирний договір встановив нові межі між Югославією та Італією. Слово «Гориця» є зменшувальною формою словенського слова гора (словен. gora).

## Історія
Місто Горіція (італ. Gorizia) було звільнено 2 травня 1945 року. Під тиском Сполучених Штатів і Великої Британії територія тодішньої Юліанської області була розділена по лінії Моргана в зонах А і В. Територія, на якій пізніше було розбудовано Нову Горицю, була зоною А, окупованою англо-американськими союзниками.
10 лютого 1947 року був підписаний Паризький мирний договір між Італією та Югославією, який набув чинності 15 вересня того ж року. Нова межа була визначена за так званою французькою пропозицією. Від Гориції від'єднано майже усе передмістя: долини Соча і Віпава, частину Горійського карсту, Брда, Трновські ліси (Trnovski gozd). Населення від'єднаних від Гориції районів (Солкан, Шемпетер, Кромберк, Рожна Долина та Пристава) складало близько 10 тисяч (одна п'ята від усієї чисельності міста), майже виключно із словенців. Ідея створення нового адміністративного, економічного та культурного центру Гориці народилася, аби подолати проблему роз'єднаності цих околиць шляхом розбудови нового міського простору. Проект було замовлено словенському архітектору Едварду Равнікару, який навчався у одного з найвидатніших архітекторів ХХ ст. Ле Корбюзьє. Модерністські уявлення Равнікара про міське планування, прогресивні для свого часу, дозволили створити досить розвинений функціональний простір. Проте у наступні десятиліття, як зазначають самі архітектори, більшість з цих ідей не виправдалися. «Мислимий спочатку цілісний  образ міського життя поступово розпадається, зокрема через автоцентричність («магістральність») просторової структури міста. Виявилося, що автомобілізм породжує специфічний антропологічний режим використання простору, що розриває простір соціальної активності».
Нове місто називалося Новою Горицею (Nova Gorica) або «Новою Горицією» (New Gorizia). Будівництво міста тривало протягом 1950-х і 1960-х років, до середини 1980-х років досягло нинішнього розширення.

## Культура та освіта
У Новій Гориці розміщено один з трьох національних театрів Словенії, а також музей міста (у замку Кромберк).
Університет Нової Гориці розташований у передмісті Рожна Долина. Гімназія Нова Гориця, розташована в центрі міста, є однією з найвідоміших середніх шкіл Словенії.
У Новій Гориці виходить культурний журнал Razpotja.
Місто матиме статус Культурної столиці Європи 2025 року (разом із сусідньою італійською Горіцією). 